# ヤコブ・フリードリヒ・エールハルト
ヤコブ・フリードリヒ・エールハルト（Jakob Friedrich Ehrhart、1742年11月4日 - 1795年6月26日）は、ドイツの薬剤師、博物学者である。

## 生涯
スイスのホルダーバンクに生まれた。若い頃から自然科学を学び、1765年にニュルンベルクで薬剤師の資格を得て、エルランゲンやハノーファー、ストックホルムで薬剤師として働いた。ストックホルムではベルギウス（Peter Jonas Bergius:1730-1790）のもとで学び、1774年から1776年の間、ウプサラ大学でリンネ父子の授業を受けた。
1778年から、ハノーファーの薬剤師、アンドレーエ（Johann Gerhard Reinhard Andreae）の収集した標本の調査を行い、小リンネの『植物の種 補遺』（"Supplementum Plantarum"）の執筆に協力した。1780年に「英国王室とザクセン＝ヴィッテンベルク選帝公の宮廷植物学者」（"Königlich Grossbritanischer und Churfürstlich Braunschweig-Lüneburgischer Botaniker“ ）に任じられハノーファー政府のために働いた。「ハノーファーの植物誌」（"Hannoverischen Pflanzengeschichte"）を研究した。
1779年9月15日にLimmerで硫黄泉を発見し、これは痛風やリウマチ患者のための治療場に発展した。ヘレンハウゼン王宮庭園の園長も務めた。植物学の分野では最初に亜種に記載したことで知られ、1780年から1789年の間に多くの著書を発表した。
イネ科の属、Ehrhartaに献名されている。

## 著書
- Chloris hanoverana. 1776.
- Supplementum systematis vegetabilium, generum et specierum plantarum. 1781.
- Beiträge zur Naturkunde, und den damit verwandten Wissenschaften, besonders der Botanik, Chemie, Haus- und Landwirthschaft, Arzneigelahrtheit und Apothekerkunst. 7 Bände, 1787 bis 1792 (online).
- Autobiografie in Usteris Annalen der Botanik